# Robert Jumel
Pour les articles homonymes, voir Jumel (homonymie).
Robert Jumel, né le 28 avril 1920 à Villemomble et mort le 2 novembre 1944 à Baccarat, est un membre des Forces françaises libres en tant que sous-officier, Compagnon de la Libération à titre posthume par décret du 7 juillet 1945.
En novembre 1941, il rejoint la colonne Leclerc au Tchad et participe aux opérations du Fezzan et de Tunisie avec un courage qui lui vaudra plusieurs citations. Lors de la formation de la  2e DB au Maroc, il est affecté au 1er bataillon du RMT avec lequel il fera toute la campagne de France au cours de laquelle il est cité à l'ordre du corps d'armée.
Le sergent-chef Jumel est fauché par une rafale de mitrailleuse lors d'une patrouille à Baccarat (Meurthe-et-Moselle), le 2 novembre 1944. Il est inhumé au cimetière de Bertrichamps (Meurthe-et-Moselle).
Il a donné son nom à la 45e promotion de l'École nationale des sous-officiers d'active (ENSOA) (mars à août 1971).

## Décorations
- Chevalier de la Légion d'honneur
- Compagnon de la Libération à titre posthume par décret du 7 juillet 1945[1]
- Croix de guerre 1939–1945 (3 citations)